# 有線經典電影台
有線經典電影台（舊稱「電影2台」），是一條由香港有線娛樂有限公司制作，並在香港有線電視播放的其中一個電影頻道。
啟播初期，電影二台安排在第11頻道，於21:30至翌日6:00播放。當時電影二台多數播放外語電影及於眾多電影節中的得獎作品。其後電影二台播放時間有多次改動。
2004年1月，電影一台由第10頻道調往第41頻道，電影三台則由第13頻道調往第42頻道，但電影二台依然在第11頻道播放。
2005年1月1日開始，電影二台延遲播映時間至24:00(翌日0:00)。
2006年1月3日，有線電視進行改革，電影二台調往第42頻道並以24小時播放，當時定位主要播放日韓電影和西方電影，以及其他一些比較冷門的影片品種。而原有的電影三台改名為HMC（Hollywood Movie Channel）並改於第40頻道播放。
自2009年底起，電影二台多播放中文電影，而外語電影安排於HMC2（已停播）44頻道播送。
2018年5月8日早上6時起，電影二台台號由第42/242頻道改為第202頻道。
2018年6月13日，電影二台改名為有線經典電影台，定位為播放中、日、韓電影及經典華語電影（包括天映娛樂、星空華文傳媒製作的電影）。
2019年12月3日起，有線電視重新整合電影平台頻道以配合高清化，有線電影一台、HMC、有線經典電影台將合併為有線電影台(HD:ch201/SD:ch251)繼續播放原於有線經典電影台及HMC播放的節目。